# Anthophora loczyi
Anthophora loczyi är en biart som beskrevs av Morawitz 1892. Anthophora loczyi ingår i släktet pälsbin, och familjen långtungebin. Inga underarter finns listade i Catalogue of Life.